# Гретингер
Гретингер (енгл. Graettinger) град је у америчкој савезној држави Ајова. По попису становништва из 2010. у њему је живело 844 становника.

## Демографија
Према попису становништва из 2010. у граду је живело 844 становника, што је -56 (-6.2%) становника више него 2000. године.
| Група             | 2000.       | 2010.       |
| Белци             | 882 (98,0%) | 828 (98,1%) |
| Афроамериканци    | 1 (0,1%)    | 3 (0,4%)    |
| Азијати           | 0 (0,0%)    | 0 (0,0%)    |
| Хиспаноамериканци | 8 (0,9%)    | 7 (0,8%)    |
| Укупно            | 900         | 844         |